# Ksenia Sobtsjak
Ksenia Sobtsjak (Leningrad, 5 november 1981) is een Russische tv-presentatrice, journaliste en actrice.
Zij verkreeg wijdverbreide bekendheid als presentatrice van de realityshow Dom-2 op de Russische zender TNT. Ook is zij presentatrice van het onafhankelijke tv-kanaal Dozjd.
Sobtsjak stelde zich kandidaat voor het presidentschap van de Russische Federatie bij de verkiezing in maart 2018.

## Biografie
Sobtsjak is de tweede dochter van de voormalige burgemeester van Sint Petersburg, Anatoli Sobtsjak, en Ljoedmila Naroesova, een Russische politica.
Ksenia Sobtsjak heeft zichzelf als van half Joodse afkomst beschreven. Ook onthulde ze dat zij en haar familie antisemitisme hebben ervaren.
Als kind ging ze naar de balletschool, verbonden aan het Mariinsky Theater en de kunstacademie van het Hermitage Museum.
In 1998 verliet Sobtsjak de school verbonden aan de Herzen Universiteit en schreef zij zich in voor de faculteit voor Internationale betrekkingen van de Sint Petersburg Staats Universiteit.
In 2001 verhuisde ze naar Moskou en schreef ze zich in voor het Internationale Betrekkingen-programma van het Moskou Staats Instituut voor Internationale Betrekkingen. In 2002 schreef ze zich in voor een masters- programma van het departement voor politicologie van dezelfde universiteit.
Sobtsjak acteerde in de film Thieves and Prostitutes van 2004.
Ze verwierf ook bekendheid als modeontwerpster en promotor van rubberen laarzen. In juni 2006 ontwierp ze haar eerste collectie laarzen.
In 2004 werd Sobtsjak genoemd als een van de kandidaten om de eerste Russische nationale ruimte-toerist te worden door aan boord van een Sojoez-raket naar het Internationaal ruimtestation ISS te vliegen. Ze onderging enkele testen en een kosmonautentraining, maar van het project kwam niets terecht.
In 2003 ageerde zij tegen de nieuw ingevoerde wet die verbiedt te publiceren over de privélevens van Russische beroemdheden zonder hun toestemming.
Op 28 december 2008 was Sobtsjak op een vlucht van Aeroflot van Moskou naar New York toen zij en andere passagiers ontdekten dat de piloot voor het opstijgen dronken was. Sobtsjak benutte met succes haar sociale status om autoriteiten van de vliegmaatschappij de piloot uit de cockpit te laten verwijderen.
Het Russische magazine Tatler publiceert een lijst van meest begeerde single vrouwen in het land. De lijst is gebaseerd op het fortuin en de beroemdheid van de vrouwen. Zij is in heel Rusland een bekende persoonlijkheid als televisiepresentator. Sobtsjak is de "Russische Top Vrouw Nummer 1", vergelijkbaar met de Amerikaanse society-queen Paris Hilton.
In 2015 zei Sobtsjak dat als er ooit een mogelijkheid zou opdoemen dat ze politiek zou worden vervolgd, zij zou overwegen om naar Londen te emigreren, dan wel zou proberen een Israëlisch paspoort bemachtigen. "Ik ben een heel groot patriot. Ik houd echt van mijn werk, de stad en mijn vrienden. En als het morgen oorlog wordt, zal voor mij het toevluchtsoord een plek moeten zijn waar Russisch wordt gesproken. Ik moet in het Russisch werken."
Volgens Forbes Magazine was Sobtsjak in 2017 de 10de best betaalde beroemdheid in Rusland. Het jaarsalaris uit haar mediabetrekkingen bedraagt omstreeks $ 2,1 miljoen. De belangrijkste bron van dit jaarinkomen zijn de opbrengsten uit advertentiecontracten.
In 2012 werd bekend dat Sobtsjak haar aandelen in Euroset, de grootste Russische retailer van smartphones, had verkocht voor een bedrag van $ 2,3 miljoen.

## Carrière

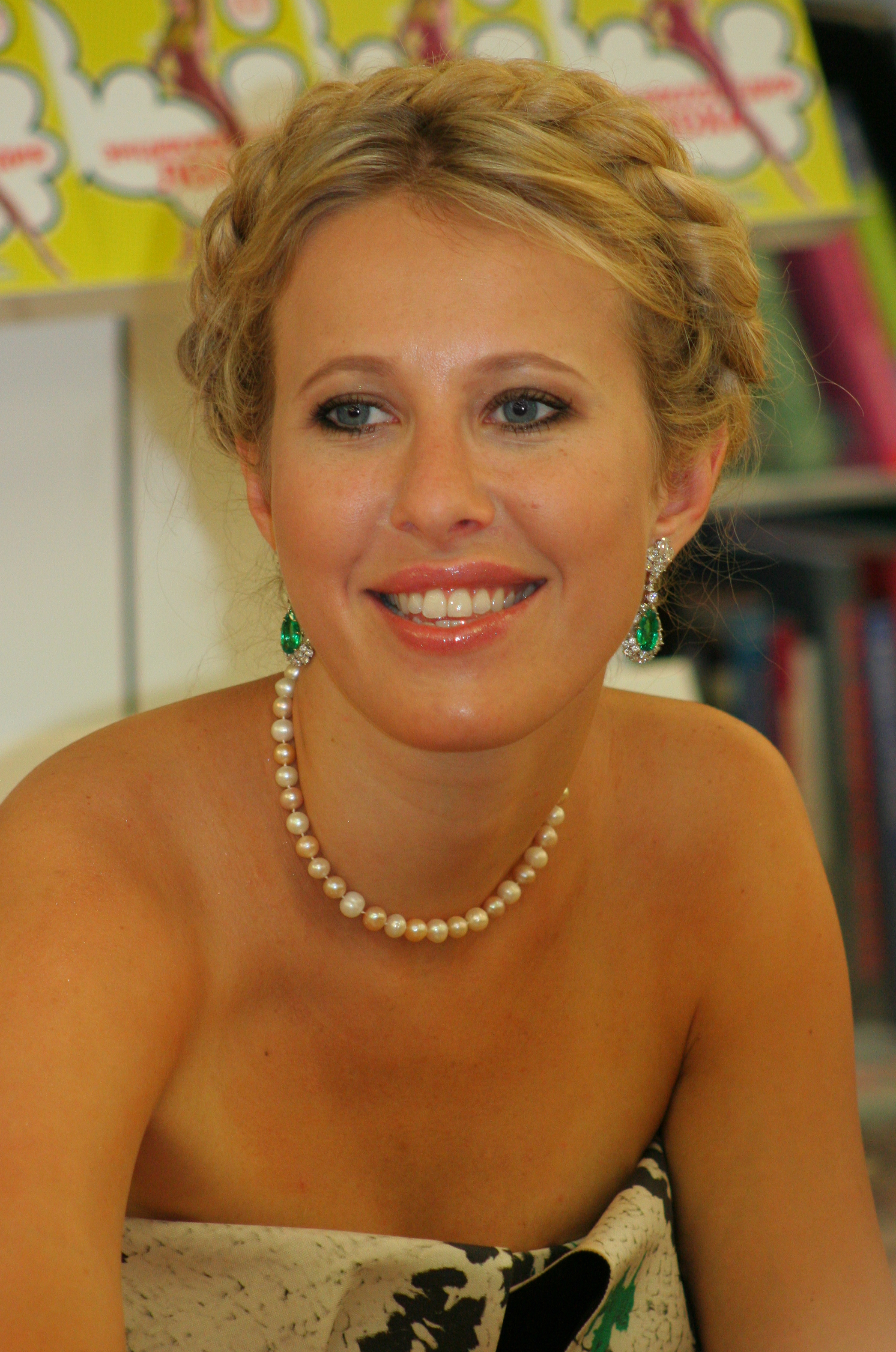
Sobtsjak in 2010, voordat ze in de politiek ging

### Tv
Sobtsjak werd in 2004 beroemd toen zij de reality-show Dom-2 presenteerde. In 2012 stopte ze ermee omdat het populair volkse karakter van de show steeds minder aansloot bij haar politieke activisme.
Van 2008 tot 2010 was zij presentator van de realityshows Wie wil NIET een miljonair zijn?, Laatste Held-6, het Zoete Leven van een Blondine, Moez-TV Onderscheidingen en Twee Sterren.
In 2010 werd zij presentator van het programma Vrijheid van Denken op de door de Staat gerunde tv-zender Channel 5. Ze stopte er echter snel mee omdat het programma volgens haar uitmondde in een eindeloze discussie over het onderhoud van openbare voorzieningen.
Sinds 2011 presenteert zij het programma Sobtsjak Live op de onafhankelijke zender Dozjd (Regen).
In 2012 trad zij op in de tv-serie Korte Gids naar een Gelukkig Leven.
Op 7 september 2012 lanceerde MTV Russia een talkshow Gosdep met Ksenia Sobtsjak. Met de show werd beoogd maatschappelijke en politieke aangelegenheden te behandelen. De eerste aflevering van de show, getiteld "Waar leidt Poetin ons naartoe?" bracht baanbrekende interviews met de linkse voorman Sergej Oedaltsov, Solidarnost-lid Ilja Jasjin en ecologie-activist Jevgenia Tsjirikova.
De show werd echter onmiddellijk na deze eerste aflevering stopgezet. Het voornemen was om in tweede aflevering een interview met de anti-corruptieblogger Aleksej Navalny te houden. Vertegenwoordigers van MTV Russia verdedigden hun besluit om de show te laten vervallen met het argument dat het gehoor van de zender weinig of geen belangstelling voor politiek heeft.

### Film
Sobtsjak acteerde in de komedies Hitler gaat Kapot!, Rzjevski versus Napoleon en De Beste Film en Entropia.

### Muziek
In 2007 nam Sobtsjak met de Russische rapper Timati het lied Dans met mij op cd en YouTube op. Russische media suggereerden toentertijd dat Sobtsjak en Timati een relatie hadden.
Sobtsjak had eerder gefigureerd als de cover-ster voor het Britse This is Hardcore-album.
De artistieke vormgeving van het album werd gedaan door de kunstenaar John Currin.

## Politieke achtergrond en activiteiten

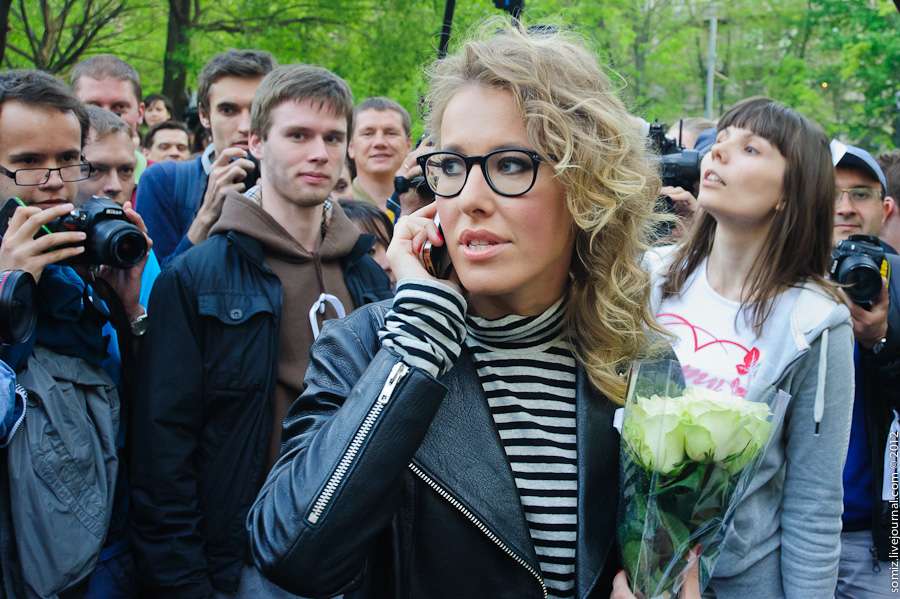
Sobtsjak bij een demonstratie in Moskou in mei 2012

Sobtsjaks vader, Anatoli Sobtsjak, was hoogleraar Rechten van zowel Vladimir Poetin als van Dmitri Medvedev aan de Universiteit van Leningrad. Hij bouwde in het bijzonder met Poetin een nauwe relatie op. In 1991 hielp Anatoli Sobtsjak Poetin diens politieke carrière te lanceren toen hij burgemeester van Sint Petersburg was. Poetin hielp daarna Anatoli Sobtsjak Rusland te ontvluchten toen hij gezocht werd na een beschuldiging van corruptie.
Volgens de Moscow News wordt in brede kring aangenomen dat "Poetins gerapporteerde affectie voor de familie Sobtsjak" Ksenia een beschermde status oplevert. Die status zou ook haar stoutmoedigheid verklaren, zoals bijvoorbeeld bij haar botsing in oktober 2011 met Vasili Jakemenko, de leider van de pro-Kremlin Nasji-jeugdbeweging, toen zij hem berispte voor het dineren in een duur restaurant in Moskou en van dit treffen een video op het internet publiceerde.

## Russische presidentsverkiezing 2018
Voorafgaand aan de bekendmaking van haar voornemen deel te nemen aan de race voor het presidentschap in 2018 besprak Sobtsjak haar intentie persoonlijk met Poetin. Ze zei: "Mijn familie is voor een groot deel verbonden geweest met Vladimir Vladimirovitsj […] dus vond ik het juist om te zeggen dat ik dat besluit had genomen." Ze vertelde dat Poetin had gezegd dat "ieder persoon het recht heeft zijn eigen besluiten te nemen en daarvoor de verantwoordelijkheid moet nemen".
In september 2017, voorafgaand aan haar aankondiging om zich te kandideren, zei Poetin over Sobtsjaks presidentiële ambities tijdens een persconferentie op de 9de BRICS-top, dat: "Elke persoon het recht heeft zich kandidaat te stellen overeenkomstig de wet. En Ksenia Sobtsjak is daarop geen uitzondering. Ik respecteer haar vader Anatoli. Ik beschouw hem als een uitmuntende figuur in de hedendaagse Russische geschiedenis. Ik zeg dit zonder een spoor van ironie. Hij was zeer fatsoenlijk en speelde een belangrijke rol in mijn eigen lot. Maar als het om het dingen naar het presidentschap gaat, mogen dingen van persoonlijke aard geen enkele rol van betekenis spelen. Het hangt af van welk programma ze zal aanbieden, of ze werkelijk de race zal aangaan, en hoe zij haar presidentiële campagne zal optuigen."
Sobtsjak laat zich onder meer inspireren door de Decembristen, de 19de-eeuwse aristocraten, wiens paleizen verbeurd verklaard werden en in ballingschap werden gezonden wegens het aanvechten van de almacht van de tsaar.
Sommige sceptici beschuldigen Sobtsjak ervan dat zij een pion van Poetin is met de bedoeling om de kandidaat van de oppositie Aleksej Navalny te ondermijnen.
Het Kremlin neemt bij verkiezingen vaak een liberale kandidaat met hoog profiel op de korrel als onderdeel van de "gecontroleerde democratie", waarmee Poetin het gehele proces probeert te controleren. Andere sceptische waarnemers veronderstellen dat Sobtsjaks kandidatuur vooral draait om het "merk" van haar bekendheid.
Zij gelooft niet dat ze in 2018 van Poetin kan winnen, maar heeft verklaard dat ze gaat voor de lange termijn: "Natuurlijk wil ik president worden, natuurlijk wil ik winnen, maar ik wil ook oprecht zijn. In een systeem dat is ontworpen door Poetin, is het alleen voor Poetin mogelijk om te winnen. Ik ben er realistisch over wie president zal worden." Onder de vigerende Russische wetgeving mag Poetin in 2024 niet voor een derde opeenvolgende maal dingen naar het presidentschap, net zoals het hem wettelijk belet werd om het presidentschap in 2008 na te streven.

### Politieke opvattingen
Momenteel is Sobtsjak kritisch over Poetins beleid. Hoewel zij - naar haar zeggen - vroeger toen ze jonger was met plezier op Poetin heeft gestemd, zal ze dat nu niet meer doen. Bij de Russische presidentsverkiezing van 2012 zegt zij op Michail Prochorov te hebben gestemd.
Na de parlementsverkiezingen van 4 december 2011, die berucht werden wegens het grote aantal gerapporteerde fraudegevallen, deed Sobtsjak mee met de protestmarsen in Rusland tegen deze knoeierijen met die verkiezingen.
Ook was zij als tegenstander van een herverkiezing en waarnemer van de partij tijdens de stemming op 4 maart 2012.
Zij was een van de Russische anti-Poetin-demonstranten, die het doelwit waren van de Russische Onderzoekscommissie op 12 juni 2012, toen er een huiszoeking in haar appartement in Moskou werd gedaan.

## Kandidaat presidentschap
Op 18 oktober 2017 stelde ze zich kandidaat voor het presidentschap van Rusland. In haar campagne-statuut beschrijft ze zichzelf als iemand die "wars van ideologie" is. Ook belooft zij Vladimir Poetin nooit persoonlijk te bekritiseren, omdat hij een persoonlijke connectie met haar vader had.

### Economische opvattingen
Sobtsjak is een voorstander van het vrijemarktkapitalisme en privatisering.
Ze beschrijft de hoofdlijnen van haar economische visie als volgt:
"Rusland is een land met een vrijemarkteconomie en een sterke overheidssector. Alle grote Staatsbedrijven moeten worden geprivatiseerd met strenge anti-trustbeperkingen. De overheid moet geen enkele sector van de economie controleren, het overheidsaandeel in ondernemingen en industrieën moet beperkt worden en monopolies moeten worden afgebroken. Private eigendommen moeten wettelijk beschermd worden, de herziening van eigendom en nationalisatie zijn alleen mogelijk op basis van vergoeding van de waarde op grond van onafhankelijke waardebepaling.
Herziening van belastingwetgeving en -praktijken moet de ontwikkeling van privaat ondernemerschap, het kleinbedrijf en middelgrote bedrijven stimuleren, evenals technische en innovatieve ontwikkeling van ondernemingen en onderwijs."

### Patriotisme en nationalisme
Sobtsjak karakteriseert zichzelf als een patriot en nationalist. Ze vindt veel van het huidige Russische patriottisme kunstmatig. Ze plaatst het in negatieve zin tegenover de situatie in Israël: "Israël is in mijn opinie een lofzang aan de kracht van de menselijke geest […] Patriottisme, niet van boven opgelegd, maar geboren uit het innerlijk van een persoon. Dat is iets anders. Iets verbazingwekkends. Dit gevoel voor het belang van jouw leven voor de Staat (in Israël} wordt gecreëerd door veel meer kleine en onbegrijpelijke acties […] En deze kleine details zijn veel waardevoller dan de geestverheffende toespraken op de Dag van de Arbeid en de Dag van de Overwinning. En ik zit, luister en heb een bitter gevoel over het feit dat dat er allemaal niet is in mijn vaderland."

### Feminisme
Sobtsjak ziet zichzelf als een feministe. In haar manifest ziet ze het gebrek aan vrouwelijke vertegenwoordiging in industrie en politiek als een lachertje. "Bijna 500 zware beroepen in Rusland zijn officieel niet toegankelijk voor vrouwen. En voor alle anderen is het salaris ongeveer 30% lager dan dat voor een man. Bij de belangrijkste bedrijven in het land maken vrouwen slechts 5 % deel uit van de top."

### Status van De Krim
Ksenia Sobtsjak is van mening dat Rusland met de annexatie in 2014 van De Krim het Boedapest-memorandum van 1994 heeft geschonden. Zij benadrukt dat de erkenning dat De Krim tot Oekraïne behoort in deze overeenkomst voor haar de doorslag geeft. Zij is van mening dat zij de kwestie hiermee niet als afgehandeld beschouwt. "Ik geloof dat er nog veel overlegd moet worden en dat er naar een uitweg gezocht moet worden."
Zij voegt daaraan toe dat "het belangrijkste wat Rusland en Oekraïne moeten doen, is het ten koste van alles herstellen van onze vriendschap".
Tegelijkertijd stelt zij voor een nieuw referendum te houden over de status van De Krim na "een brede en objectieve campagne".
In december 2017 claimde Sobtsjak dat een onvoorwaardelijke terugtrekking van Rusland uit De Krim zou leiden tot een burgeroorlog in Rusland.

### Overige opvattingen
Sobtsjak heeft gezegd dat als zij president wordt, ze het lichaam van Vladimir Lenin zal laten verwijderen van het Rode Plein, omdat dit, naar haar mening, een verwijzing is naar een "middeleeuwse wijze van leven" in het land.
Deze suggestie heeft tot wijdverspreide kritiek geleid. Zo verklaarde Gennadi Zjoeganov: "Het is tragisch voor het land als Ksenia en gelijkgezinden verschijnen, die niet de wens van een grote natie respecteren."

## Privé
Ksenia Sobtsjak is sinds 2013 gehuwd met de acteur Maksim Vitorgan.